# Saison 2 de Chapeau melon et bottes de cuir (1963)
 (août 2022).
Si vous disposez d'ouvrages ou d'articles de référence ou si vous connaissez des sites web de qualité traitant du thème abordé ici, merci de compléter l'article en donnant les références utiles à sa vérifiabilité et en les liant à la section « Notes et références ».
Pour la deuxième saison de la deuxième série télévisée, voir Saison 2 de Chapeau melon et bottes de cuir.
Chronologie
Saison 1 Saison 3
La deuxième saison (1962-1963), en noir et blanc, de la série télévisée britannique Chapeau melon et bottes de cuir (The Avengers) est diffusée du 29 septembre 1962 au 2 mars 1963 sur ITV.
La saison 1, principalement diffusée en direct, n'a pas été considérée comme une « vraie saison » sur le plan commercial : la commercialisation de la série en DVD ignore totalement cette saison. La deuxième saison est donc dénommée commercialement « saison 1 », la troisième saison « saison 2 » et ainsi de suite.

## Fiche technique
- Musique : Johnny Dankworth
- Producteur exécutif : Leonard White jusqu’à l’épisode 15 (moins Warlock) ensuite John Bryce (en)
- Montage : John Bryce (en) jusqu’à l’épisode 15 (moins Warlock) ensuite Richard Bates

## Distribution

### Rôles principaux et récurrents
- Patrick Macnee : John Steed
- Honor Blackman : Catherine Gale (17 épisodes)
- Julie Stevens (en) : Venus Smith (6 épisodes)
- Douglas Muir : One-Ten (5 épisodes)
- Jon Rollason (en) : Dr. Martin King (3 épisodes)
- Gillian Muir : Judy (2 épisodes)

## Épisodes
Les 26 épisodes de cette saison sont :

### Épisode 1:Mort en vol
Fiche technique
- Titre Original : Dead On Course
- Réalisateur : Richmond Harding (en)
- Scénario : Eric Paice
- Décors : Robert Fuest

Reste de la distribution
- John McLaren : Freeman
- Liam Gaffney (en) : Michael Joyce
- Donal Donnelly : Vincent O’Brien
- Peggy Marshall : Mère supérieure
- Elizabeth Murray : Deidre O’Connor
- Janet Hargreaves : sœur Isobel
- Nigel Arkwright : Hughes
- Bruce Boa : Bob Slade
- Margo Jenkins : Margo
- Trevor Reid (en) : le pilote

Synopsis
Par deux fois et dans des circonstances obscures, des avions se sont écrasés aux mêmes alentours, chacun contenait un joli butin à bord, butin mystérieusement disparu après le crash de l’avion.
Steed et le Dr King enquêtent dans un café et dans un couvent qui semblent cacher bien des choses.
N.B
Premier épisode sur trois avec le Dr. King, personnage créé pour suppléer au Dr. Keel (Ian Hendry), parti à la fin de la saison précédente. Le duo Steed-Dr. King est cependant loin des futurs duos mythiques de la série. Le personnage de King lui-même est sans saveur et l’on comprend pourquoi il n’est pas resté longtemps. Les trois premiers épisodes constituent en fait une sorte de transition avec les futurs partenaires de Steed.
Notons que cet épisode ne se déroule pas en Angleterre mais en Irlande. Presque tous les épisodes des Avengers se passent dans leur pays et rares sont les épisodes comme celui-ci à déroger à la règle. Ce sera le cas dans encore quelques épisodes de la saison 2 et 3. Il faudra ensuite attendre le Fantôme du Château De’Ath de la saison 4 puis les sept derniers épisodes de la saison 8.

### Épisode 2:Mission à Montréal
Fiche technique
- Titre Original : Mission to Montreal
- Réalisateur : Don Leaver
- Scénario : Lester Powell
- Décors : Terry Green

Reste de la distribution
- Patricia English (en) : Carla Berotti
- Iris Russell : Sheila Dawson
- Mark Eden : Nicholson
- Gillian Muir : Judy
- Harold Berens : Le réalisateur
- Alan Curtis : Brand
- John Bennett : Marson
- Gerald Sim : Budge
- Pamela Ann Davy (en) : Peggy

Synopsis
La doublure de l’actrice Carla Berotti est assassinée dans la loge de cette dernière. L’actrice comprend qu’on a cherché à la tuer et part en bateau pour Montréal sous la surveillance de son garde du corps, du Dr King et de Steed déguisé en steward. Notre duo a en effet la certitude qu’il y a un lien entre la jeune femme et un vol de microfilm ultra secret. Ce voyage sera loin d’être de tout repos, les agents de tous bords employant tous les moyens pour récupérer le microfilm.
N.B
Deuxième épisode sur trois avec le Dr. King. Image prémonitoire à la fin de l’épisode : Steed, pour la première fois, arbore un chapeau melon et un parapluie. Il faudra cependant attendre la saison 3 pour qu’ils deviennent définitivement les accessoires indispensables de l’agent secret.
Cet épisode ne se passe pas en Angleterre, c’est une exception de la série. Unique épisode de la série se déroulant en mer.
Malgré l’excellente performance de Patricia English, cet épisode est considéré comme un des plus mauvais de la série entière, par son rythme poussif.
Honor Blackman n'apparait pas dans l'épisode.

### Épisode 3:La Trahison
Fiche technique
- Titre Original : The Sell-Out
- Réalisateur : Don Leaver
- Scénario : Anthony Terpiloff (en) et Brandon Brady
- Décors : Terry Green

Reste de la distribution
- Frank Gatliff (en) : Mark Harvey
- Carleton Hobbs (en) : Monsieur Roland
- Arthur Hewlett (en) : One-Twelve
- Gillian Muir : Judy
- Anne Godley : Lilian Harvey
- Michael Mellinger (en) : Fraser
- Richard Klee : Workman
- Storm Durr : le tueur
- Ray Browne : Price

Synopsis
Un traître sévit à l’intérieur des services secrets britanniques, sabotant régulièrement des missions importantes. Sa prochaine victime : M. Roland, dignitaire français de l’ONU. Comme sa mort entraînerait une grave crise diplomatique, Steed, avec l’aide de King, est chargé de veiller sur lui et de découvrir l’imposteur. Lorsque Steed est accusé par le traître en question d’être l’émissaire ennemi, la situation se complique.
N.B
Dernier épisode de la période Martin King. Celui-ci ne cache pas à Steed qu'il en a assez d'être entraîné dans des aventures par l'agent secret et qu'il préférerait se consacrer exclusivement à sa profession de médecin généraliste. La tension entre les deux hommes est donc à son comble. Il s'agit donc d'un épisode de transition qui nous laisse entendre que le docteur King n'apparaîtra plus dans les opus suivants, sans que le spectateur sache encore que Cathy Gale va lui succéder (ainsi que Venus Smith).
Cet épisode est considéré comme un des plus mauvais de la série entière.

### Épisode 4 :Missive de mort
Fiche technique
- Titre Original : Death Dispatch
- Réalisateur : Jonathan Alwyn
- Scénario : Leonard Fincham
- Décors : Anne Spavin

Reste de la distribution
- Richard Warner : Miguel Rosas
- David Cargill : Monroe
- Valerie Sarruf : Ana Rosas
- Douglas Muir : One-Ten
- Gerald Harper : Travers
- Hedger Wallace : Baxter
- Michael Forrest (en) : Rico
- Maria Andipa : la chanteuse
- Alan Mason : Pasco

Synopsis
Une valise comportant des informations confidentielles appartenant à un diplomate américain a été dérobée et le propriétaire assassiné. Miguel Rosas, politicien chilien, veut en effet s’en emparer pour servir ses desseins de pouvoir. Steed, avec sa nouvelle partenaire, l’anthropologue Mrs. Catherine (Cathy pour les intimes) Gale, est chargé de la récupérer avant qu’elle ne tombe entre ses mains. Leur voyage les mènera de la Jamaïque au Chili.
N.B
Premier épisode avec Mrs. Catherine Gale qui devient la première Avengers Girl de la série. Ici, à l’évidence attirée par son partenaire, elle développe une vraie complicité avec lui. Mais cette attitude restera un feu de paille. En effet, sous l’injonction des producteurs, le personnage durcira ses relations avec Steed dès l’épisode suivant, passant la majeure partie de son temps à se disputer avec lui. Relation orageuse qui n’exclut pas une franche camaraderie car le duo volontairement mal assorti et donc étincelant noue en même temps une véritable et forte amitié. Cet épisode est donc unique car on voit une Cathy charmante et douce.
Un des rares épisodes se passant à l’étranger (Caraïbes et Amérique du Sud).

### Épisode 5 :Warlock
Fiche technique
- Titre Original : Warlock
- Réalisateur : Peter Hammond (en)
- Scénario : Doreen Montgomery
- Décors : Terry Green
- Costumes d’Honor Blackman : Michael Whittaker (en)
- Directeur des danses : Pat Kirschner

Reste de la distribution
- Peter Arne : Cosmo Gallion
- John Hollis : Markel
- Pat Spencer : Julia
- Douglas Muir : One-Ten
- Olive Milbourne : Mrs. Dunning
- Alban Blakelock : Peter Neville
- Philip Mosca : Mogom
- Herbert Nelson : Pasco
- Christina Ferdinando : Miss Timson

Synopsis
Un carburant secret excite les convoitises et son créateur est menacé. D’ailleurs, il est tombé dans le coma sans que l’on sache comment. De plus, la nuit suivante, il disparaît de sa chambre alors que personne n’est entré ou sorti. Steed et Gale enquêtent et ont des raisons de penser que la magie noire y est peut-être pour quelque chose, principalement un mystérieux personnage, Gallion, qui, la nuit, organise des cérémonies douteuses. Le scepticisme de Steed va être mis à rude épreuve.
N.B
Une des rares incursions de la série dans le Fantastique (elle privilégiera plutôt la Science-fiction). Cet épisode est le premier à exposer la véritable personnalité de Cathy Gale (qui n’était pas vraiment elle-même dans l’épisode précédent) : une femme libre, indépendante, efficace, érudite, combative (elle se tire elle-même d’affaire lors de la bataille finale sans l’aide de Steed), bravant ouvertement son partenaire masculin. Ses rapports avec Steed sont tendus, conflictuels, et elle ne lui est pas soumise. Cependant, en filigrane, le respect et l’amitié transparaissent (cela sera plus évident lors de la saison 3) et leurs dialogues établissent une délicieuse tension sexuelle (leurs rapports deviendront de plus en plus ambigus). De plus, le Warlock (Gallion) préfigure les grands méchants des Avengers.
À l’origine, ce devait être le premier épisode avec Honor Blackman. La scène du British Museum devait en fait constituer le premier contact entre les deux partenaires. Remarquons que Cathy appelle son coéquipier « M. Steed » et non « Steed » tout court (ce qu’elle fera bientôt).
Cet épisode fut aussi exploité en France sous le titre Le Sorcier ou Le grand sorcier.
Un des rares épisodes de cette saison à sortir du carcan du thème de l’espionnage.
Cet épisode hors normes est considéré comme un des meilleurs de cette saison.

### Épisode 6 :Combustible 23
Fiche technique
- Titre Original : Propellant 23
- Réalisateur : Jonathan Alwyn
- Scénario : Jon Manchip White (en)
- Décors : Paul Bernard

Reste de la distribution
- Justine Lord (en) : Jeannette
- Katherine Woodville (en) : Laurie
- Geoffrey Palmer : Paul Manning
- Ralph Nossek : Roland
- Barry Wilsher : Pierre
- John Crocker : Lieutenant “Frisé” Leclerc”
- Trader Faulkner (en) : Jacques Tissot
- John Dearth : Siebel
- Frederick Schiller (en) : Jules Meyer
- Nicholas Courtney : Capitaine Legros
- Michael Beint : Copilote
- John Gill : Baker

Synopsis
L’agent Jules Meyer est chargé de remettre à Steed un échantillon secret du « Combustible 23 », également prisé par des agents ennemis. Cependant, il est menacé et Steed lui envoie un message codé alors que son avion va atterrir. En proie à une véritable crise de panique, il décide de cacher l’échantillon mais est abattu à l’aéroport. Double mission pour Steed et Gale : Où est l’échantillon et comment arrêter les empêcheurs de tourner en rond ?
N.B
À noter dans cet épisode la présence de Catherine Woodville dans le rôle de Laurie. Cette comédienne deviendra Mme Patrick Macnee quelque temps plus tard.
Un des rares épisodes se déroulant à l’étranger (en France).

### Épisode 7 :M.Nounours
Fiche technique
- Titre Original : Mr. Teddy Bear
- Réalisateur : Richmond Harding (en)
- Scénario : Martin Woodhouse (en)
- Décors : Terry Green

Reste de la distribution
- Tim Brinton : Interviewer
- Kenneth Keeling (af) : Colonel Wayne-Gilley
- John Horsley : Dr Gilmore
- Douglas Muir : One-Ten
- Michael Robbins (en) : Henry
- Bernard Goldman : M. Nounours
- John Ruddock (en) : Dr James Howell

Synopsis
Un colonel meurt en direct lors de son interview à la télévision. L’autopsie révèle qu’il a avalé une bombe à retardement miniaturisée et réglée dissimulée dans un comprimé. De plus, il y a eu d’autres morts étranges ces temps derniers et l’assassin a toujours agi avec une ingéniosité et une excentricité débordantes. Ce cerveau diabolique n’est autre que l’insaisissable M. Nounours. Steed et Cathy doivent l’arrêter mais Nounours est un adversaire redoutable et rusé. Notre duo devra se donner beaucoup de mal.
N.B
M. Nounours est en fait le premier Diabolical Mastermind dans l’histoire de la série. Diabolical Mastermind désigne en fait non pas un méchant ordinaire (comme dans la plupart des épisodes des premières saisons) mais un véritable génie du mal, mégalomane, excentrique, fou et sans pitié (exemple : Z.Z von Schnerk dans Caméra Meurtre de la saison 5). M. Nounours se distingue par sa cruauté, son appétit de grandeur, sa prodigieuse inventivité et sa grande intelligence. Avec le Warlock, il ouvre la voie aux futurs grands adversaires des Avengers.
Un des rares épisodes de cette saison à sortir du carcan du thème de l’espionnage.
Cet épisode remarquable est considéré comme un des meilleurs de cette saison.

### Épisode 8 :Le Décapode
Fiche technique
- Titre Original : The Decapod
- Réalisateur : Don Leaver
- Scénario : Eric Paice
- Décors : Terry Green

Reste de la distribution
- Paul Stassino : Yakob Borb
- Philip Madoc : Stepan
- Wolfe Morris : Ito
- Lynne Furlong : Edna Ramsden
- Raymond Adamson (en) : Harry Ramsden
- Harvey Ashby : Officier des gardes
- Pamela Conway : la fille de la douche

et le Dave Lee Trio
Synopsis
La secrétaire d’un ambassadeur des Balkans en visite en Grande-Bretagne est assassinée dans sa chambre par un colosse masqué. Sous un prétexte, Steed envoie sa nouvelle partenaire, Miss Venus Smith, chanteuse de jazz de son état dans un cabaret londonien, dans l’entourage de cet individu car il a des raisons de penser qu’on veuille attenter à sa vie ainsi qu’au contrat qu’il doit signer avec les représentants du gouvernement britannique. Tandis que les deux gardes du corps de l’homme d’État, pourtant robustes, subissent le même sort, Steed tente de retrouver la trace d’un obscur catcheur dont on ne voit jamais le visage : le « Décapode ». Du côté de Venus, les ennuis commencent.
N.B
Premier épisode sur six avec Venus Smith, deuxième Avengers Girl de la série. Contrairement à toutes les autres partenaires de Steed, elle n’a pas le tempérament d’un agent secret. Ses participations à l’enquête sont quasi fictives, elle ne se bat jamais, avale tout ce que lui dit son partenaire (sauf pour Le Clan des Grenouilles) et n’est qu’un simple faire-valoir de Steed (dont elle est sans doute amoureuse). Cependant, le personnage est intéressant car c’est une lumière au milieu de cette saison plutôt sombre. La comédie et la fantaisie (présentes seulement à partir de la saison 4) pointent, grâce à elle, le bout de leur nez. Elle est à l’opposé de Cathy Gale et c’est ce qui fait son charme. Elle a également une très belle voix (elle chante dans tous les épisodes où elle est présente). Elle est considérée à juste titre comme l’Avengers Girl la moins intéressante de la série.

### Épisode 9 :Le Point de mire
Fiche technique
- Titre Original : Bullseye
- Réalisateur : Peter Hammond (en)
- Scénario : Eric Paice
- Décors : Robert Macgowan
- Costumes d’Honor Blackman : Michael Whittaker (en)

Reste de la distribution
- Ronald Radd (en) : Henry Cade
- Charles Carson : Brigadier Williamson
- Judy Parfitt : Miss Ellis
- Felix Deebank : Young
- Mitzi Rogers : Jean
- Robin Wentworth : Le président
- Fred Harris : L’inspecteur
- Bernard Kay (en) : Karl
- Laurie Leigh : Dorothy
- John Frawley : Reynolds

Synopsis
Steed charge Mrs. Gale d’enquêter dans une entreprise d’armements qui pourrait bien être liée à un trafic international de contrebande. En même temps, le brutal mais intelligent Henry Cade tente de prendre le contrôle de la société en devenant actionnaire principal et par tous les moyens. Curieusement, les directeurs successifs sont alors assassinés les uns après les autres. Coïncidence ? Cathy rentre dans la société en tant qu’une des principales actionnaires et découvre que les membres du conseil d’administration sont tous plus ou moins corrompus jusqu’à la moelle. Comment savoir qui est dans le coup ?
N.B
Steed est en retrait dans cette histoire au profit de Cathy et de l’énigmatique Cade. Cette idée de faire occuper le devant de la scène majoritairement à un seul des Avengers (principalement la partenaire de Steed) sera de temps en temps reprise jusqu’à la fin de la série avec toujours d’excellents résultats : L’héritage diabolique (saison 4), Le dernier des sept (saison 5), Miroirs (saison 6) et bien d’autres.
Premier épisode (sur deux), où Cathy semble attirée par un homme (ici, Cade, qui la fascine, malgré son côté malsain).

### Épisode 10 :Tueurs à gage
Fiche technique
- Titre Original : The Removal Men
- Réalisateur : Don Leaver
- Scénario : Roger Marshall et Jeremy Scott
- Décors : Patrick Downing

Reste de la distribution
- Edwin Richfield (en) : Bug Siegel
- Reed de Rouen (en) : Jack Dragna
- Patricia Denys : Cecile Dragna
- George Roderick : Binaggio
- Douglas Muir : One-Ten
- Hira Talfrey : Charlie
- Edina Ronay (en) : Nicole Cauvin
- Donald Tandy (en) : Godard

et le Dave Lee Trio
Synopsis
Steed est chargé, avec l’aide de Venus, d’infiltrer une organisation terroriste internationale sévissant à l’heure actuelle en France. L’actrice Nicole Cauvin est dans le viseur et nos héros doivent veiller à ne pas se découvrir tout en protégeant cette personne. Équation difficile à résoudre, les tueurs ne reculant devant rien.
N.B
Deuxième épisode sur six avec Venus Smith.
Un des rares épisodes se passant à l’étranger (en France).

### Épisode 11 :Le Mauritius Penny
Fiche technique
- Titre Original : The Mauritius Penny
- Réalisateur : Richmond Harding (en)
- Scénario : Malcolm Hulke et Terrance Dicks
- Décors : Philip Harrison

Reste de la distribution
- Alfred Burke : Brown
- David Langton (en) : Gerald Shelly
- Richard Vernon : Lord Matterley
- Sylvia Langova : Sheila Gray
- Edward Jewesbury (en) : Maitland
- Harry Shacklock : Peckham
- Alan Rolfe : Goodchild
- Philip Guard (en) : Inspecteur Burke
- Grace Arnold (en) : la femme de ménage
- Edward Higgins : P.C. Andrews
- Delia Corrie : Miss Power

Synopsis
Un propriétaire d’un magasin de timbres est assassiné alors qu’il venait de remarquer qu’un timbre extrêmement rare, le Mauritius Penny, était proposé dans un catalogue d’enchères à un prix ridiculement bas. Steed et Cathy Gale enquêtent et découvrent que ce timbre a un étroit rapport avec d’inquiétants personnages eux-mêmes en rapport avec une dangereuse organisation fasciste. Que prépare-t-elle donc ?
N.B
La femme de ménage de Steed réapparaîtra seulement dans l’épisode Le Dernier des Cybernautes (The Last of the Cybernauts ???, saison 7).

### Épisode 12 :Mort d'un grand danois
Fiche technique
- Titre Original : Death of a Great Dane
- Réalisateur : Peter Hammond (en)
- Scénario : Roger Marshall et Jeremy Scott
- Décors : Patrick Downing

Reste de la distribution
- Frederick Jaeger (en) : Getz
- Leslie French (en) : Gregory
- John Laurie : Sir James
- Clare Kelly (en) : Mrs. Miller
- Dennis Edwards : 1er Assistant
- Anthony Baird : 2e Assistant
- Billy Milton (en) : Ministre
- Frank Peters : George Miller

et Junia (Dancer) & Heidi (Bellhound)
Synopsis
Après un accident de voiture, George Miller est hospitalisé et l’on retrouve dans son estomac des diamants. Diamants dérobés (et avalés) appartenant à la société Litoff. Nos Avengers sont perplexes : quel est le point commun entre une digestion de diamants, un directeur invisible, un magasin de farces et attrapes, un Grand Danois présumé mort évadé de sa tombe et un majordome énigmatique ? Steed et Gale vont devoir se creuser les méninges pour démêler cet écheveau.
N.B
Un petit déjeuner trop lourd (The £50.000 Breakfast, saison 5) est un remake de cet épisode.
Le Grand Danois de l’épisode appartenait en fait à Patrick Macnee.
Le générique de début est légèrement modifié : Cathy est représentée dans une autre position. Cela durera jusqu’au début de la saison 3.
Cet épisode est considéré comme un des plus mauvais de cette saison. Son remake n’est généralement pas considéré comme meilleur.

### Épisode 13 :Festin de pierres
Fiche technique
- Titre Original : Death on the Rocks
- Réalisateur : Jonathan Alwyn
- Scénario : Eric Paice
- Décors : James Goddard[réf. nécessaire][Qui ?]

Reste de la distribution
- Meier Tzelniker (en) : Samuel Ross
- Gerald Cross (en) : Fenton
- Ellen McIntosh : Liza Denham
- Naomi Chance (en) : Mrs. Daniels
- Hamilton Dyce (en) : Max Daniels
- David Sumner : Nicky
- Richard Clarke : Van Berg
- Toni Gilpin : Jackie Ross
- Douglas Robinson : Sid
- Annette Kerr : Mrs. Ross

Synopsis
La femme d’un diplomate est assassinée. Une enquête apprend à Steed que son mari avait des relations avec des diamantaires peu nets. Il décide alors de se faire passer pour un négociant en diamants et entre dans une compagnie spécialisée dans ce domaine. Pour l’infiltrer, il demande à Cathy Gale de se faire passer pour son épouse. En effet, à chaque fois qu’un homme marié et fortuné entre dans la société, il est contraint d’acheter des pierres illégales ; faute de quoi, sa femme est assassinée. Cathy n’est pas vraiment contente de servir d’appât mais on ne peut plus reculer d’autant plus que notre agent risque de devenir « veuf » dans les plus brefs délais.
N.B
La scène d’introduction est une des plus surprenantes (et violentes) de la série.

### Épisode 14 :Un traître à Zebra
Fiche technique
- Titre Original : Traitor in Zebra
- Réalisateur : Richmond Harding (en)
- Scénario : John Gilbert
- Décors : Terry Green

Reste de la distribution
- John Sharp : Rankin
- Richard Leech : Franks
- Noel Coleman (en) : Nash
- Jack Stewart (en) : Thorne
- Ian Shand : Mellors
- William Gaunt (en) : Graham
- June Murphy : Maggie
- Katy Wild : Linda
- Danvers Walker : Crane

Synopsis
La base navale galloise de Zebra vit des heures difficiles : un sous-lieutenant, qui clame son innocence, est accusé de haute trahison, soupçonné de donner des informations secrètes à l’Est. Le plus grave est que cela concerne la mise en place d’un tout nouveau satellite de repérage de missiles. D’ailleurs, les divers lancements du satellite se soldent tous par des échecs successifs. Notre duo, sous une habile couverture, mène l’enquête, principalement dans un laboratoire et un pub qui semblent cacher bien des choses. Et si le traître n’était pas celui que l’on croyait ? Comment l’ennemi compte-t-il s’y prendre pour saboter radicalement la base ?
N.B
Un des rares épisodes se passant à l’étranger (ici, au pays de Galles).

### Épisode 15:Le Grand Penseur
Fiche technique
- Titre Original : The Big Thinker
- Réalisateur : Kim Mills
- Scénario : Martin Woodhouse (en)
- Décors : James Goddard[réf. nécessaire][Qui ?]

Reste de la distribution
- Anthony Booth : Dr. Kearns
- Walter Hudd (en) : Dr. Clemens
- David Garth : Dr. Farrow
- Tenniel Evans (en) : Dr. Hurst
- Allan McClelland : Broster
- Penelope Lee : Clarissa
- Marina Martin : Janet
- Ray Browne : Blakelock
- Clive Baxter : Nino

Synopsis
Tout ne tourne pas rond dans le centre de recherche du projet Platon. En effet, un technicien est retrouvé mort dans des conditions assez suspectes tandis que Platon, un superordinateur, tombe régulièrement en panne. Le brillant mais arrogant Dr. Kearns a de surcroît un comportement exubérant et peu orthodoxe qui lui vaut des relations parfois tendues avec ses collègues. Cathy est envoyée surveiller tout ce beau monde et particulièrement le jeune docteur, coupable idéal et même trop idéal. En plus, les pannes de Platon commencent à être par trop systématiques pour être honnêtes. Enfin, le soir, il y a un peu trop de monde dans le bâtiment présumé désert.
N.B
Steed est en retrait dans cet épisode.

### Épisode 16 :Inter-Crime
Fiche technique
- Titre Original : Intercrime
- Réalisateur : Jonathan Alwyn
- Scénario : Malcolm Hulke et Terrance Dicks
- Décors : Richard Harrison

Reste de la distribution
- Kenneth J. Warren (en) : Felder
- Julia Arnall (en) : Hilda Stern
- Angela Browne (en) : Pamela Johnson
- Patrick Holt : Manning
- Alan Browning : Moss
- Jerome Willis (en) : Lobb
- Paul Hansard (en) : Kressler
- Donald Webster : Palmer
- Rory MacDermot : Sewell
- Bettine Milne : Officier de prison Sharpe

Synopsis
L’organisation criminelle internationale Inter-Crime (par opposition à Interpol) est plus active que jamais et exerce en ce moment sur Londres. Par un de leurs agents, exécuté et laissé pour mort pour indiscipline, Steed apprend que leur correspondante allemande Hilda Stern doit aller les voir au siège de Londres. Grâce à un plan ingénieux, Hilda est capturée et Cathy prend sa place où elle infiltre l’organisation qui semble en butte à des problèmes internes. Par conséquent, un lourd climat malsain baigne les lieux, ce qui ne facilite pas son travail. Malheureusement pour Steed et surtout Cathy, Hilda finit par s’échapper.
N.B
Steed combattra une deuxième fois (et encore avec succès) Inter-Crime avec Tara King dans l’épisode Homicide et vieilles dentelles (Homicide and old lace, saison 6) ; épisode constitué des rushes de l’épisode jamais diffusé The Great Great Britain Crime, créé sous l’éphémère période John Bryce au début de la sixième saison.
Cet épisode est considéré comme un des plus efficaces de cette saison.

### Épisode 17 :L'Argile immortelle
Fiche technique
- Titre Original : Immortal Clay
- Réalisateur : Richmond Harding (en)
- Scénario : James Mitchell
- Décors : James Goddard[réf. nécessaire][Qui ?]

Reste de la distribution
- Paul Eddington (en) : Richard Marling
- James Bree : Miller
- Bert Palmer : Josh Machen
- Gary Watson (en) : Allen Marling
- Steve Plytas (en) : De Groot
- Rowena Gregory : Anne
- Didi Sullivan : Mara Little
- Douglas Muir : One-Ten
- Frank Olegario : Blomberg

Synopsis
Un fabricant en porcelaine prétend avoir réussi à mettre au point une porcelaine incassable. Cette formule pouvant être appliquée dans l’industrie militaire, elle attire de dangereux espions prêts à tout pour mettre la main sur la formule de cette porcelaine. Steed et Cathy s’infiltrent dans la société du fabricant pour remettre les choses en ordre.

### Épisode 18 :La Boîte à trucs
Fiche technique
- Titre Original : Box of Tricks
- Réalisateur : Kim Mills
- Scénario : Peter Ling (en) et Edward Rhodes
- Décors : Anne Spavin

Reste de la distribution
- Jane Barratt : Kathleen Sutherland
- Maurice Hedley : General Sutherland
- Edgar Wreford (en) : Dr Gallam
- Ian Curry : Gerry Weston
- April Olrich (en) : Denise
- Dallas Cavell : Manager
- Jacqueline Jones : Henriette
- Lynn Taylor (en) : la fille du show

et le Dave Lee Trio
Synopsis
Un magicien se produit dans le cabaret de Venus Smith : il fait disparaître une jeune femme dans une boîte « magique » mais quand elle réapparaît, elle s’écroule, morte. Lorsqu'une seconde jeune femme meurt dans les mêmes circonstances, Steed et Venus enquêtent, sur ce qui semble être une affaire de fuites de secrets militaires.
N.B
Troisième épisode avec Venus Smith, qui a changé de coiffure. Elle a opté pour une coupe courte plus « masculine » qu’elle gardera désormais. C’est l’épisode où elle est la mieux mise en valeur. Cependant, le générique ne s'est pas encore adapté à ce changement.
Cet épisode devait initialement comporter les deux personnages de Cathy et de Venus. Finalement, seule cette dernière apparaît. Le seul épisode comportant deux partenaires de Steed est Ne m’oubliez pas (saison 6) avec Emma Peel et Tara King.
L'idée principale de La Boîte à Trucs sera reprise dans l'épisode Les espions font le service (saison 4) avec plus de fantaisie.
Le tag final sera repris et modifié pour la circonstance à la fin de La Danse Macabre (saison 4).

### Épisode 19 :Les Œufs d'or
Fiche technique
- Titre Original : The Golden Eggs
- Réalisateur : Peter Hammond (en)
- Scénario : Martin Woodhouse (en)
- Décors : Douglas James

Reste de la distribution
- Peter Arne : Redfern
- Pauline Delany : Elizabeth Bayle
- Donald Eccles (en) : Dr. Ashe
- Gordon Whiting : De Leon
- Robert Bernal : Hillier
- Irene Bradshaw : Diana
- Louis Haslar : Campbell
- Charles Bird : Hall

Synopsis
Un cambrioleur, au service de son employé, agresse un biologiste et lui dérobe deux œufs en or. Mais il ignore que ses œufs renferment en fait un virus extrêmement dangereux. Pendant qu'il sombre dans une maladie atroce, les Avengers enquêtent pour savoir qui est le commanditaire et le but de ce vol. Mais leur adversaire, rusé et cruel, leur met sans cesse les bâtons dans les roues.
N.B
Pour la deuxième et dernière fois, Peter Arne incarne le méchant dans cette saison.

### Épisode 20 :L'École des traîtres
Fiche technique
- Titre Original : School for Traitors
- Réalisateur : Jonathan Alwyn
- Scénario : James Mitchell
- Décors : Maurice Pelling

Reste de la distribution
- Melissa Stribling : Claire Summers
- Anthony Nicholls (en) : Dr Shanklin
- John Standing : East
- Richard Thorp (en) : Roberts
- Reginald Marsh (en) : Higby
- Frank Shelley : Pr Aubyn
- Frederik Farley : One-Seven
- Terence Woodfield : Green
- Ronald Mayer : Proctor

Et le Kenny Powell Trio
Synopsis
Une fête universaire tourne au vinaigre lorsque Vénus Smith, engagée pour chanter lors des réjouissances, découvre qu'un des étudiants s'est suicidé dans son bureau. Mais quand on croise sur le campus un maître chanteur, une blonde fatale, et des fausses signatures, on peut soupçonner une affaire plus complexe qu'il n'y paraît. East, un étudiant, collabore avec Steed pour trouver le fin mot de l'histoire.
N.B
Quatrième épisode avec Vénus Smith. Cette fois, le générique s'adapte à la nouvelle coiffure de Julie Stevens et sa photo est donc légèrement modifiée
Elle est accompagnée par un autre groupe de jazz : le Kenny Powell Trio remplaçant le Dave Lee Trio. Record : elle ne chante pas moins de trois chansons dans l'épisode.
Cet épisode est généralement considéré comme un des plus mauvais de cette saison.

### Épisode 21 :La Naine blanche
Fiche technique
- Titre Original : The White Dwarf
- Réalisateur : Richmond Harding (en)
- Scénario : Malcolm Hulke
- Décors : Terry Green

Reste de la distribution
- George A. Cooper (en) : Maxwell Barker
- Philip Latham (en) : Cartwright
- Peter Copley (en) : Henry Barker
- Bill Nagy : Johnson
- Vivienne Drummond : Elizabeth Fuller
- Daniel Thorndike : Ministre
- Constance Chapman (en) : Miss Tregarth
- George Roubicek (en) : Luke
- Keith Pyott (en) : Pr Richter
- Paul Anil : Dr Rahim

Synopsis
Un astronome prédit la prochaine fin du monde : en effet, une étoile naine blanche va entrer dans le système solaire, déséquilibrant l'ordre des planètes. Mais au moment où il termine les vérifications de son alarmante théorie, il est assassiné. Les Avengers enquêtent sur ce meurtre tout en tentant d'empêcher les fuites car si ce fait était révélé au public, un chaos social en résulterait. Mais même en admettant que l'astronome s'est trompé, pourquoi l'a-t-on assassiné. Et si quelqu'un avait intérêt à ce que cette « fin du monde » ait lieu ?
N.B
Steed dit qu'il n'a pas de frère comme il le confirmera dans Un Steed de trop (saison 4). Cela signifie donc qu'il a une sœur car il fera référence par la suite à ses neveux et nièces.
Cet épisode ne se passe pas au cœur de l'Angleterre mais dans les Cornouailles.

### Épisode 22 :L'Homme dans le miroir
Fiche technique
- Titre Original : Man in the mirror
- Réalisateur : Kim Mills
- Scénario : Geoffrey Orme (en) et Anthony Terpiloff (en)
- Décors : Anne Spavin

Reste de la distribution
- Daphne Anderson (en) : Betty
- Ray Barrett (en) : Strong
- Julian Somers : Brown
- Rhoda Lewis : Jean
- Hayden Jones : Trevelyan
- Michael Gover (en) : One-Six
- David Graham : le Producteur
- Freida Knorr : Iris

et le Kenny Powell Trio.
Synopsis
Trevelyan, un fonctionnaire, s'est suicidé, mais il se trouve qu'il était surveillé car soupçonné de donner à l'ennemi des informations confidentielles que son rang lui permettait d'obtenir. Steed, pas convaincu de cette curieuse résolution de l'affaire, charge Vénus Smith d'enquêter dans un parc d'attractions qui cache bien des mystères. Cependant, Vénus commence à attirer sur elle l'attention d'individus louches, surtout après qu'elle a pris une photo où figure un revenant.
N.B
Cinquième épisode avec le personnage de Vénus Smith.

### Épisode 23 :La Loi du silence
Fiche technique
- Titre original : Conspiracy of Silence
- Réalisateur : Peter Hammond (en)
- Scénario : Roger Marshall
- Décors : Stephen Doncaster

Reste de la distribution
- Robert Rietty : Carlo
- Sandra Dorne (en) : Rickie
- Alec Mango : Sica
- Roy Purcell : Gutman
- Tommy Godfrey (en) : Arturo
- John Church : Terry
- Artro Morris : James
- Willie Shearer : le professeur
- Ian Wilson (en) : Rant

et Elisabeth & Collins.
Synopsis
Steed est aux prises avec Sica, un mafioso qu'il essaye d'appréhender. Ce dernier décide de se débarrasser de Steed en ordonnant à Carlo, un « agent dormant », devenu clown depuis qu'il s'est retiré du « milieu », de tuer l'agent au chapeau melon. La tentative échoue et, épouvanté, Carlo se réfugie dans le cirque où il travaille. Steed et Cathy, surveillés par Sica, enquêtent alors au cirque mais Carlo semble s'être volatilisé.
N.B. Un des rares épisodes où Cathy montre un attachement discret envers Steed (scène finale).

### Épisode 24 :Le Clan des grenouilles
Fiche technique
- Titre original : A Chorus of Frogs
- Réalisateur : Raymond Menmuir (en)
- Scénario : Martin Woodhouse (en)
- Décors : James Goddard[réf. nécessaire][Qui ?]

Reste de la distribution
- Eric Pohlmann : Mason
- Yvonne Shima : Anna
- Colette Wilde : Helena
- John Carson : Ariston
- Frank Gatliff (en) : Pitt-Norton
- Michael Gover (en) : One-Six
- Alan Haywood : Jackson
- Makki Marseilles : Stephanopoulos

et le Kenny Powell Trio.
Synopsis
Un groupe intermittent travaillant pour le Ministère, le clan des grenouilles voit un de ses membres mourir asphyxié alors qu'ils enquêtaient à l'intérieur d'un yacht de luxe. Vénus Smith ayant été engagé par le propriétaire du bateau pour chanter, Steed la rejoint ; et malgré la colère de la chanteuse, Vénus accepte de reprendre du service mais sa dernière aventure ne sera pas sans émotions fortes.
N.B. : Sixième et dernier épisode avec Vénus Smith. Le succès remporté par le personnage de Cathy Gale (et la grossesse de Julie Stevens) est fatal au personnage qui quitte la série. L'actrice semble d'ailleurs adopter pour sa dernière participation une attitude plus proche de Cathy.

### Épisode 25 :Six mains sur la table
Fiche technique
- Titre Original : Six hands across a table
- Réalisateur : Richmond Harding (en)
- Scénario : Reed R. de Rouen (en)
- Décors : Paul Bernard

Reste de la distribution
- Guy Doleman : Olivier Waldner
- Campbell Singer (en) : George Stanley
- Philip Madoc : Julian Seabrook
- Edward de Souza : Brian Collier
- John Wentworth : Sir Charles Reniston
- Sylvia Bidmead : Rosalind Waldner
- Frank Sieman : Bert Bames
- Stephen Hancock (en) : le dessinateur
- Freda Bamford : Lady Reniston
- Gillian Barclay : Miss Francis

Synopsis
Trois armateurs, travaillant sur un projet secret, assassinent leur quatrième confrère. La fiancée du fils de la victime, Rosalind, est une amie de Cathy Gale et demande à la voir à ses côtés pendant ce moment difficile. Cathy ne tarde pas à être troublée par Oliver, un des armateurs, lui-même pas indifférent à son charme. Mais Steed, qui a reçu l'ordre d'enquêter sur cette affaire, est bientôt convaincu que Waldner a trempé dans cette affaire et demande à sa partenaire à l'aider dans ce but. Cathy est réticente car refusant de croire à la culpabilité d'Oliver. À la difficulté de l'enquête se rajoute la tension, plus forte que jamais, entre les deux acolytes.
N.B
Deuxième et dernier épisode où Cathy semble éprouver des sentiments envers quelqu'un (plus même qu'envers Cade du Point de mire (épisode 9)), ici, par Waldner.

### Épisode 26 :La Baleine tueuse
Fiche technique
- Titre Original : The Killer Whale
- Réalisateur : Kim Mills
- Scénario : John Lucarotti
- Décors : Douglas James

Reste de la distribution
- Patrick Magee : Pancho
- John Bailey (en) : Fernand
- Kenneth Farrington (en) : Joey
- Morris Perry (en) : Harry
- John Tate : Willie
- Julie Paulle : Angela
- Christopher Coll : l'assistant du laboratoire
- Robert Mill : Broxn
- Brian Mason[réf. nécessaire][Qui ?] : Tiger

Synopsis
Steed propose à un élève en judo de Cathy Gale d'entrer dans un club de boxe en prétextant que cela « aidera sa carrière ». Méfiante, Cathy apprend en fait que cette généreuse proposition est uniquement destinée à permettre à Steed d'entrer dans ladite salle quand il voudra. Il soupçonne en effet cette salle d'être une vitrine à un trafic d'ambre gris. Cathy, bon gré, mal gré, accepte de l'aider tout en continuant scrupuleusement son rôle de manager. Cette délicate situation force nos amis à enquêter.
N.B
Dernier épisode de la saison 2.
Première fois que Steed entre impromptument au domicile de sa partenaire. Les visites « surprises » entre Avengers seront bientôt un élément récurrent de la série.